# Punta Oliveras
La Punta Oliveras o Punta Oliveras Arenas és una muntanya de 3.298 m d'altitud, amb una prominència de 10 m, que es troba al massís de la Maladeta, província d'Osca (Aragó). És un avantcim de l'Aneto.